# Виолета Масларова
Виолета Христова Масларова е българска художничка.

## Биография
Родена е на 24 октомври 1925 г. в Бургас. През 1949 година завършва специалност живопис в Националната художествена академия, където нейни преподаватели са проф. Никола Ганушев и проф. Дечко Узунов. Рисува предимно пейзажи и цветя, но също и портрети и фигурални композиции. Смятана е за един от най-добрите български маринисти.
От 1958 г. Масларова взема редовно участие в общите художествени изложби на СБХ, а също и изложби в чужбина: Будапеща, Прага и др. Нейни творби са притежание на Националната художествена галерия и художествените галерии в Бургас, Варна, Плевен, Пловдив, Стражица, Ямбол.
За творчеството си Виолета Масларова е удостоена с орден „Кирил и Методий“ II степен през 1970 г. и I степен през 1975 г. През 1999 г. получава наградата на община Бургас за художник на годината. През 2000 г. става Почетен гражданин на Бургас. През 2004 г. получава първа награда за живопис на националното биенале „Приятели на морето“.
Масларова умира около 5 юли 2006 г. на 80-годишна възраст. През 2007 г. книга за живота и творчеството ѝ пише изкуствоведката Пенка Седларска, директор на Бургаската художествена галерия.